# Wapen van Bredene

Het huidige wapen van Bredene.

Het Wapen van Bredene is het heraldisch wapen van de West-Vlaamse gemeente Bredene. Het wapen werd op 19 april 1847, per koninklijk besluit, aan de gemeente toegekend en op 21 juni 1994, per ministerieel besluit, herbevestigd.

## Geschiedenis
Het wapen verwijst naar de geschiedenis van de gemeente: het krulkruis verwijst naar het feit dat de Tempeliers lange tijd het gebied in bezit hadden, terwijl de vogels een sprekend wapen zijn verwijzend naar het Ambacht Vincx van het Brugse Vrije, waartoe Bredene samen met Nieuwmunster, Klemskerke en Vlissegem toe behoorde. We vinden die wapen reeds terug op de Heraldische kaart van het Brugse Vrije van Pieter Pourbus.

## Blazoen
Het eerste wapen had de volgende blazoenering:
D'argent, à la croix de gueules, vidée et recercelée, accompagnée au premier, d'une canette de gueules, et au quatrième, d'une canette de sable.— Koninklijk Besluit van 19 april 1847.
Het huidige wapen heeft de volgende blazoenering:
In zilver een geledigd krulkruis van keel, vergezeld in de rechterbovenhoek van een eendje van hetzelfde en in de linkerbenedenhoek van een eendje van sabel.— Ministerieel Besluit van 21 juni 1994.

## Verwante wapens

Wapen van De Haan.
Wapen van Zuienkerke.